# Kenny Fields
Pour les articles homonymes, voir Fields.
Kenny Fields (né le 12 mars 1962 à Iowa City) est un ancien joueur professionnel américain de basket-ball qui a été sélectionné par les Bucks de Milwaukee au premier tour (21e choix au total) de la Draft 1984 de la NBA. Fields joue quatre saisons en NBA de 1984 à 1988, jouant pour les Bucks et les Clippers de Los Angeles. Sa meilleure année est la saison 1986-1987 lorsqu'il jour 48 matchs avec une moyenne de 8,2 points par match.